# Gwidon Zalejko
Gwidon Zalejko (ur. 1 maja 1962 w Wolsztynie, zm. 4 sierpnia 2001 w Poznaniu) – polski historyk, doktor nauk humanistycznych specjalizujący się w historii historiografii i metodologii historii, wykładowca Uniwersytetu im. Adama Mickiewicza w Poznaniu. W latach osiemdziesiątych rozpracowywany i represjonowany kolporter wydawnictw tzw. drugiego obiegu, nauczyciel akademicki, od początku lat dziewięćdziesiątych jeden z pionierów na rynku reklamy w Poznaniu.
Badawczo zajmował się studiami nad historiografią radziecką,  biografistyką historyczną, studiami nad transformacją ustrojową do kapitalizmu. Był autorem ok. 30 artykułów naukowych w języku polskim, angielskim, hiszpańskim i rosyjskim. Studia nad historiografią radziecką koncentrował wokół problemu genezy ustroju kapitalistycznego i jego dyfuzji z Anglii na inne kontynenty. Równocześnie w latach osiemdziesiątych XX wieku analizował problemy transformacji ustrojowej od ustroju socjalistycznego do kapitalizmu i demokracji. Konsekwencją jego zainteresowań transformacją było włączenie się po upadku PRL do budowy gospodarki rynkowej, w szczególności na rynku reklamy w Poznaniu. W środowisku historyków, polonistów, dydaktyków historii trwałe znaczenie zachowują jego teksty na temat społecznej i edukacyjnej funkcji wiedzy historycznej.

## Życiorys
W latach 1980–1985 studiował historię na UAM. W 1985 roku obronił przygotowaną pod kierunkiem prof. Jerzego Topolskiego pracę magisterską pt. Metodologiczne problemy biografistyki historycznej.
W latach 1983–1985 brał udział w tworzeniu i kolportowaniu wydawnictw NSZZ „Solidarność”. Został aresztowany, wszczęto w jego sprawie śledztwo, którego materiały zostały zgromadzone w Oddziałowym Archiwum IPN w Poznaniu.
Nie mógł znaleźć pracy, zatrudnił się jako stróż i pomocnik w zakładzie krawieckim. W 1987, mimo kłopotów z SB został zatrudniony jako asystent w Zakładzie Historii Nowożytnej do końca XVIII wieku i Metodologii Historii przez Jerzego Topolskiego. W latach 1985–1992 uczestniczył w pracach Interdyscyplinarnego Zespołu Badawczego Przejścia Międzyformacyjnego przy Katedrze Socjologii Uniwersytetu Mikołaja Kopernika w Toruniu, prowadzonych przez profesora Andrzeja Zybertowicza. 10 maja 1993 roku obronił przygotowany pod kierunkiem prof. Topolskiego doktorat „Historiografia radziecka po II wojnie światowej o genezie kapitalizmu”, która zakończyła etap naukowej aktywności akademickiej.
Później zaczął pracę w agencjach reklamowych, m.in. dla agencji JUST stworzył kampanię reklamową Zielono mi. W 1996 założył własną agencję reklamową TRES. Został redaktorem pisma społeczno-gospodarczego „Na zachód od Warszawy”.
Zmarł w sierpniu 2001 roku, został pochowany na Cmentarzu Junikowo w Poznaniu.

### Upamiętnienie
Na Otrycie, niedaleko Chaty Socjologa, otwarto 9 sierpnia 2003 roku przystanek na jego cześć – ul. Gwidona 39 (od liczby przeżytych lat). Było to miejsce, które w latach 80. często odwiedzał.
Jego biblioteka została rozproszona, jednak jego książki zostały oznaczone ekslibrisami.

## Publikacje
- Biografistyka historyczna – zarys ewolucji gatunku. „Historyka: studia metodologiczne”, 18 (1988) s. 37-55.
- "Estudios en torno al paradigma marxista del proceso histórico (investigaciones soviéticas contemporáneas sobre la formación del capitalismo)." Áreas. Revista Internacional de Ciencias Sociales 11 (1989): 125-134[12]
- (z Andrzejem Zybertowiczem) „Gospodarcza aktywność szlachty jako czynnik przesądzający o narodzinach kapitalizmu: prezentacja i analiza koncepcji Jerzego Topolskiego”, w: Interdyscyplinarne studia nad genezą kapitalizmu, t. II, red. Adam Czarnota i Andrzej Zybertowicz (Toruń: Uniwersytet Mikołaja Kopernika, 1993)
- Historia – uniwersum: (M. A. Barga koncepcja dziejów i ich badania). „Historyka: studia metodologiczne”, 19 (1989) s. 59-77.
- Internet: czyżby nowe medium reklamy?, [w:] Wiedza i Umiejętności. T. 1, 2001, s. 95-110.
- (z Andrzejem Zybertowiczem) "La nobleza como gran impulsora de la transición al capitalismo. Una presentación critica de la concepción de Jerzy Topolski." Áreas. Revista Internacional de Ciencias Sociales 11 (1989): 137-143[13]
- Marksistowski paradygmat badań historycznych: powojenna historiografia o powstawaniu kapitalizmu, Toruń 1993.
- Narracja historyczna jako struktura ponad zdaniowa, [w:] Jan Pomorski (red.): Metodologiczne problemy narracji historycznej, Lublin 1990, s. 105-116.
- On Cognitive and Extra-cognitive Components of the Historical Narrative, in: Narration and Explanation. Contributions to the Methodology of the Historical Research, ed. by Jerzy Topolski, Rodopi, Amsterdam-Atlanta 1990, p. 55-60.
- "Przeciw metodzie (biograficznej). Refleksje nad historycznością biografistyki”, [w:] O biografii i metodzie biograficznej, red. Teresa Rzepa, Jacek Leoński, Poznań, NAKOM, 1993: 15-24.
- Przemoc, w poszukiwaniu interpretacji,  red. W. Hanasz, G. Zalejko, Toruń 1991.
- Soviet Historiography as 'Normal Science' in Historiography between Modernism and Postmodernism: Contributions to the Methodology of the Historical Research, ed. Jerzy Topolski (Amsterdam, 1994), s. 179–190.
- Stereotypy w myśleniu historyków, [w:] Podręcznik historii — perspektywy modernizacji, red. Maria Kujawska, Poznań 1994.
- Z metodologicznych zagadnień biografistyki historycznej. „Przegląd Humanistyczny”, 33/8/9 (287/288) (1989) s. 129–141.